# Marty Schottenheimer
Martin Edward Schottenheimer (Canonsburg, Pensilvania; 23 de septiembre de 1943-Charlotte, Carolina del Norte; 8 de febrero de 2021) fue un linebacker de fútbol americano y el técnico que sirvió como primer entrenador en la Liga Nacional de Fútbol (NFL) durante 21 temporadas. Fue el entrenador en jefe de los Kansas City Chiefs durante 10 temporadas, los Cleveland Browns durante cinco temporadas, los San Diego Chargers durante cinco temporadas y los Washington Redskins durante una temporada. Octavo en victorias de todos los tiempos con 205 y séptimo en victorias de temporada regular con 200, Schottenheimer tiene la mayor cantidad de victorias de un entrenador en jefe de la NFL. Después de entrenar en la NFL, ganó un campeonato de 2011 en su única temporada con los Destructores de Virginia de la United Football League (UFL). Fue incluido en el Salón de la Fama de los Kansas City Chiefs en 2010.
La permanencia de Schottenheimer como entrenador en jefe de la NFL estuvo marcada por un éxito constante en la temporada regular y luchas en la postemporada. De 1984 a 2006, llegó a los playoffs 13 veces y solo tuvo dos récords perdedores. Sin embargo, Schottenheimer ganó solo cinco de los 18 juegos de postemporada en los que apareció y nunca avanzó más allá de la ronda de campeonato de la conferencia de los playoffs. Al final de su carrera en la NFL, tenía un porcentaje de victorias de playoffs de 278, un marcado contraste con su porcentaje de victorias de 613 en la temporada regular. Antes de su fallecimiento fue el único entrenador de la NFL elegible con al menos 200 victorias en la temporada regular que no ha sido incluido en el Salón de la Fama del Fútbol Americano Profesional.

## Primeros años
Schottenheimer nació en Canonsburg, Pensilvania.  Asistió a la escuela secundaria en Fort Cherry High School en McDonald. Después de asistir a la Universidad de Pittsburgh, Schottenheimer, un apoyador, fue seleccionado en la cuarta ronda del Draft de la NFL de 1965 por los Baltimore Colts y en la séptima ronda del draft de la Liga de Fútbol Americano de 1965 por los Buffalo Bills. Firmó con los Bills y pasó las siguientes cuatro temporadas con Buffalo, incluso como reserva en el equipo del Campeonato AFL de 1965 de los Bills. Schottenheimer ganó una selección All-Star de la AFL como parte del cambio de formato de ese año y nombró a todo el equipo de los Bills como All-Stars. Schottenheimer todavía estaba con el equipo durante la pretemporada de 1969 e interceptó dos pases en un juego contra los Houston Oilers.
En algún momento entre la pretemporada de 1969 y la temporada regular, Schottenheimer fue enviado a los Boston Patriots y pasó las siguientes dos temporadas con los Patriots. Fue canjeado a los Pittsburgh Steelers en julio de 1971 por Mike Haggerty. Fue canjeado nuevamente a los Colts antes del comienzo de la temporada de 1971 por una selección de draft no revelada.
Schottenheimer se retiró del fútbol en 1971 y pasó los siguientes años trabajando en la industria inmobiliaria. Salió de su retiro en 1974 para firmar con el Portland Storm de la World Football League como jugador-entrenador. Se lesionó el hombro antes del comienzo de la temporada, pero se quedó con las Storm como entrenador de apoyadores.

## Carrera de entrenador
La carrera de entrenador profesional de Schottenheimer comenzó en 1974 cuando se convirtió en entrenador de apoyadores de la Portland Storm de la Liga Mundial de Fútbol. En 1975, fue contratado como entrenador de apoyadores para los New York Giants de la NFL y en 1977 se convirtió en coordinador defensivo. Schottenheimer pasó 1978 y 1979 como entrenador de apoyadores de los Detroit Lions de la NFL.

### Cleveland Browns
En 1980, fue contratado como coordinador defensivo de los Cleveland Browns. El 22 de octubre de 1984, Schottenheimer reemplazó a Sam Rutigliano como entrenador en jefe de los Browns, después de un partido del 7 de octubre contra los New England Patriots que tenía un extraño parecido con la derrota de Cleveland en los playoffs de 1980 ante los Raiders, conocida como Red Right 88. Los Browns estaban abajo 17-16 en el último cuarto y perdieron en una intercepción en la zona de anotación de New England cuando el tiempo expiró. cánticos de "Adiós Sam" sonaron desde las gradas después del juego de Nueva Inglaterra. El dueño de los Browns, Art Modell, calificó la jugada como "inexcusable" y despidió a Rutigliano dos semanas después. Los Browns 1-7 luego terminaron 4-4 bajo Schottenheimer para terminar la temporada con un récord de 5-11.
La selección del mariscal de campo de la Universidad de Miami Bernie Kosar en el draft suplementario de 1985 marcó el comienzo de una nueva era en gran medida exitosa para Cleveland. Con Schottenheimer, Kosar y un elenco de jugadores talentosos en la ofensiva y la defensa, el equipo alcanzó mayores alturas que Rutigliano y el ex mariscal de campo Brian Sipe. Aunque se convirtieron en contendientes consistentes en los playoffs en esta era, los Browns no llegaron al Super Bowl, quedando una victoria corta tres veces a fines de la década de 1980.
Si bien no es estelar, el récord de los Browns ganó el primer lugar en una AFC Central débil en 1985, y el equipo parecía listo para sorprender a los favoritos Miami Dolphins en un juego de playoffs divisionales el 4 de enero de 1986. Cleveland subió a 21–3 ventaja en el medio tiempo, y Dan Marino y los Dolphins volvieron en la segunda mitad para ganar 24-21 y terminar la temporada de los Browns. A pesar de la derrota, mucha gente esperaba que Cleveland regresara el año siguiente. "Los días de los Browns, los buenos días, están aquí y delante de nosotros", dijo el locutor de radio Pete Franklin.
A pesar de una tumultuosa temporada baja, 1986 marcó la entrada de Cleveland en las filas de la élite de la NFL cuando el juego de Kosar mejoró y la unidad defensiva se unió.
La temporada de 1988 se vio empañada por las lesiones de los mariscales de campo de los Browns. Pero a pesar del elenco rotatorio de mariscales de campo, Cleveland logró terminar con un récord de 10-6 y llegó a los playoffs como equipo comodín.
Schottenheimer permaneció con los Browns hasta 1988, acumulando un récord de temporada regular de 44-27 (.620) y una marca de 2-4 (.333) en los playoffs, incluidas cuatro apariciones en playoffs, tres títulos de la División Central de la AFC y dos viajes al Juego de Campeonato de la AFC (ambos contra los Broncos de Denver).

### Kansas City Chiefs
El gerente general de los Kansas City Chiefs, Carl Peterson, nombró a Schottenheimer como entrenador en jefe el 24 de enero de 1989.
En 1990, los Chiefs de Schottenheimer salieron rápidamente por la puerta de salida, ganando tres de sus primeros cuatro juegos. El club luego luchó, dividiendo sus próximos seis concursos. En una actuación inspiradora del Día de los Veteranos contra Seattle, los Seahawks ganaron milagrosamente, 17-16. Esa derrota provocó la racha furiosa en la que el club registró victorias en seis de sus últimas siete salidas. Los Chiefs se aseguraron su primer lugar en la postemporada desde 1986 con una victoria por 24-21 en San Diego y terminaron el año en 11-5, marcando el mejor resultado de la franquicia desde 1969. Los Chiefs sufrieron una desgarradora derrota por 17-16 en Miami el 5 de enero de 1991 en un juego de comodines de la AFC.
Los Chiefs pasaron la temporada baja de 1993 instalando la "ofensiva de la Costa Oeste " bajo la dirección del nuevo coordinador ofensivo Paul Hackett, quien en un momento se desempeñó como entrenador de mariscales de campo de Joe Montana en San Francisco. El 20 de abril, los Chiefs cambiaron por Joe Montana, quien dirigió a los 49 a cuatro victorias en el Super Bowl en la década anterior. El 9 de junio, el club fichó al corredor agente libre sin restricciones Marcus Allen, quien había pasado 11 temporadas jugando contra los Chiefs como miembro de los Raiders rivales. Montana y Allen debutaron en una victoria por 27-3 contra los Tampa Bay Buccaneers el 5 de septiembre, marcando la primera aparición de Montana en el Día Inaugural desde 1990. Antes de salir al campo en un concurso del domingo por la noche en Minnesota el 26 de diciembre, el equipo se enteró de que había conseguido su primer título de la AFC Oeste desde 1971 gracias a una derrota de los Raiders ese mismo día. El equipo terminó la temporada con un récord de temporada regular de 11-5, marcando el cuarto año consecutivo del club con un recuento de victorias de dos dígitos.
Kansas City reestructuró drásticamente su plantilla en 1997, comenzando con la firma del mariscal de campo agente libre Elvis Grbac el 17 de marzo. Además de Grbac, la alineación de los Chiefs contó con 11 nuevos titulares. Todas las caras nuevas formaron rápidamente una unidad cohesiva cuando los Chiefs registraron un récord de 13-3, un récord de Arrowhead de 8-0 y su segundo título de la AFC Oeste en tres años. Los Chiefs lideraron la NFL en defensa de anotaciones, permitiendo solo 14.5 puntos por juego. Los 232 puntos totales permitidos por los Chiefs en 1997 fueron la cuenta más baja jamás permitida en una temporada de 16 juegos en la historia del equipo. Kansas City también rompió una marca de 63 años propiedad de los Detroit Lions de 1934 al no permitir un TD en la segunda mitad en 10 juegos consecutivos. Grbac regresó para la final de la temporada regular contra los New Orleans Saints el 21 de diciembre cuando el equipo terminó el año con seis victorias consecutivas, la primera en la historia del equipo. El récord de 13-3 de los Chiefs les dio la ventaja de jugar en casa durante los Playoffs de la AFC. Sin embargo, su carrera de playoffs duró poco, ya que Kansas City perdió ante el eventual campeón del Super Bowl Denver Broncos 14-10 en la ronda divisional.
Al año siguiente, con Elvis Grbac de vuelta al timón, los Chiefs cayeron a 7-9 en 1998. Marty Schottenheimer asumió gran parte de la culpa por sus intentos fallidos en los playoffs y el estilo conservador de entrenamiento ("Martyball"), y renunció después de la temporada de 1998.
Schottenheimer pasó un total de 10 temporadas como entrenador en jefe de los Kansas City Chiefs, de 1989 a 1998 registrando un récord de temporada regular de 101-58-1 (.634) y tuvo tres títulos de división, siete apariciones en playoffs y un viaje a la AFC. Juego de campeonato en 1993, perdiendo ante los Buffalo Bills.

### Washington Redskins
Después de trabajar como analista de fútbol para ESPN de 1999 a 2000, Schottenheimer fue contratado como entrenador en jefe de los Washington Redskins para la temporada 2001. Los Redskins de Schottenheimer se convirtieron en el primer equipo en la historia de la NFL en ganar cinco juegos consecutivos inmediatamente después de perder sus primeros cinco juegos. Una de las derrotas de los Redskins fue una derrota de 45-13 ante el antiguo equipo de Schottenheimer, los Chiefs. Los Redskins ganaron ocho de sus últimos once juegos para perderse por poco la postemporada. A pesar de esto, en un movimiento controvertido, Daniel Snyder, el dueño de los Redskins, despidió a Schottenheimer el 13 de enero de 2002 después de una temporada de 8–8 para dejar espacio al exentrenador en jefe de la Universidad de Florida, Steve Spurrier.

### San Diego Chargers
Los San Diego Chargers contrataron a Schottenheimer como su entrenador en jefe número 13 el 29 de enero de 2002. Schottenheimer registró un récord de 47–33 (.588) con los Chargers. Su éxito no llegó de inmediato, ya que el equipo registró un récord de 4-12 en 2003, por lo que "ganó" la primera selección general del draft. Fue nombrado Entrenador del Año de la NFL en la temporada 2004 de la NFL después de que los Chargers ganaran 12–4 y ganaran la AFC Oeste. Schottenheimer llevó al equipo a dos apariciones en los playoffs, su duodécima y decimotercera como entrenador en jefe. Sin embargo, ambas apariciones resultaron en pérdidas decepcionantes; ante los desfavorecidos New York Jets en tiempo extra en 2005, y ante los New England Patriots en 2007, lo que elevó su récord de playoffs a 5-13.

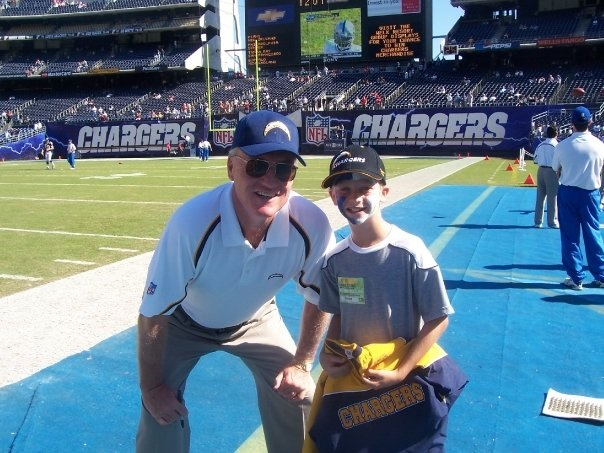
Schottenheimer con un fanático de los Chargers durante su mandato como entrenador de San Diego.

Schottenheimer fue despedido abruptamente por los chargers el 12 de febrero de 2007. Las razones de su despido incluyen una relación tensa con el gerente general AJ Smith, que llegó a un punto de ruptura cuando cuatro asistentes (Cam Cameron, Wade Phillips, Rob Chudzinski y Greg Manusky) se fueron a puestos con otros equipos. Todos estos entrenadores se fueron para buscar oportunidades de alto nivel con otros equipos, lo que no puede ser evitado por el equipo que dejan bajo las reglas de la NFL; dos de ellos se convirtieron en entrenadores en jefe, en lugar de simplemente hacer un movimiento lateral a la misma posición con otro equipo.
Jim Trotter, del San Diego Union Tribune, también cree que la insistencia de Schottenheimer en que su hermano, Kurt Schottenheimer, reemplace a Phillips como coordinador defensivo, tensó aún más la relación entre el presidente del equipo Dean Spanos y Schottenheimer. Spanos siempre había estado en contra de la idea de permitir que los familiares estuvieran en el mismo cuerpo técnico, a pesar de que el hijo de Schottenheimer, Brian, era el entrenador de mariscales de campo de los Chargers. Schottenheimer incluso fue tan lejos como para reservar un vuelo a San Diego para su hermano, Kurt, en contra de los deseos de Spanos. Este acto de desafío aumentó la brecha entre Spanos y Schottenheimer.
Dean Spanos emitió un comunicado diciendo "Nuestros fans merecen saber qué cambió para mí durante el último mes. Cuando decidí seguir adelante con Marty Schottenheimer a mediados de enero, lo hice con la expectativa de que el núcleo de su excelente cuerpo técnico permaneciera intacto. Desafortunadamente, ese no resultó ser el caso, y el proceso de lidiar con estos cambios de entrenador me convenció de que simplemente no podíamos seguir adelante con tal disfunción entre nuestro entrenador en jefe y el gerente general. En resumen, todo este proceso durante el último mes me convenció sin lugar a dudas de que tenía que actuar para cambiar esta situación insostenible y crear un entorno en el que todos en Charger Park estarían tirando en la misma dirección y trabajando a nivel de campeonato. Espero exactamente eso de toda nuestra organización Charger en 2007".
A Schottenheimer todavía se le debían $4 millones por el último año de su contrato, ya que el despido fue "sin causa". Schottenheimer fue reemplazado como entrenador en jefe de San Diego por Norv Turner, casualmente el último entrenador en jefe de tiempo completo que tuvieron los Redskins antes de la llegada de Schottenheimer. Tras el posterior inicio 1-3 de los Chargers la próxima temporada, los fanáticos del Qualcomm Stadium expresaron su descontento por el despido cantando el nombre de Schottenheimer.
La permanencia de Schottenheimer como entrenador en jefe de la NFL concluyó con 205 victorias. Sus 200 victorias en la temporada regular también son la mayoría de los entrenadores en jefe de la NFL para no alcanzar y ganar un campeonato. En su carrera como entrenador de la NFL, 17 entrenadores han sido contratados por equipos que lo emplearon anteriormente, y todos menos los Chargers y Chiefs tienen un récord perdedor y solo los Chiefs avanzan a un título de Super Bowl en sus eras posteriores a Schottenheimer.

### Virginia Destroyers (UFL)

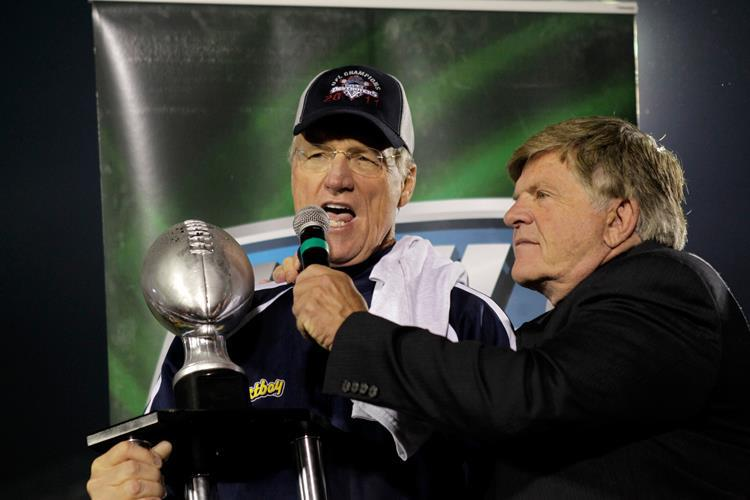
Schottenheimer sosteniendo el Campeonato UFL 2011 luego de la victoria de los Destroyers sobre Las Vegas.

En marzo de 2011, los Virginia Destroyers contrataron a Schottenheimer para ser su primer entrenador en jefe y gerente general, a la edad de 67 años. Para atraer a Schottenheimer a los Destroyers, el dueño mayoritario de la liga, William Hambrecht, garantizó personalmente que pagaría el salario de $1,1 millones a Schottenheimer por la temporada de ocho partidos. Lideró a los Destroyers a un récord de 4-1 en la temporada regular de 2011 acortada, ganando un puesto en los playoffs con ventaja de local en su primera temporada. Los esfuerzos de Schottenheimer le valieron el premio al Entrenador del Año de la United Football League en 2011. Su corredor titular, Dominic Rhodes, también fue nombrado MVP de la temporada 2011 de la UFL.
El 21 de octubre de 2011, los Virginia Destroyers descarrilaron al dos veces campeón defensor de la UFL Las Vegas Locomotives 17-3 en el Juego de Campeonato de la UFL 2011 en el Virginia Beach Sportsplex. Fue el primer campeonato de Schottenheimer como entrenador.
Schottenheimer renunció abruptamente a los Destroyers poco antes de la temporada 2012, citando incomodidad por problemas no especificados que enfrentaba el equipo esa temporada y el hecho de que el equipo no cumpliera con las condiciones tampoco especificadas para su regreso. Schottenheimer luego demandó a Hambrecht después de no recibir nada del dinero que se le debía. Recibió un acuerdo de aproximadamente $800,000 en la demanda.

### Trabajo de televisión
Poco después de ser reemplazado en 2007 como entrenador en jefe de los San Diego Chargers, ESPN lo contrató para trabajar como NFL Insider en la red, regresando a un rol que había desempeñado entre sus períodos como entrenador con los Kansas City Chiefs y los Washington. Pieles rojas. Más tarde apareció en SportsCenter y NFL Live.

## Vida personal
Schottenheimer estaba casado con su esposa, Pat, desde 1968. Vivían en el lago Norman en Carolina del Norte. Tuvieron dos hijos, una hija, Kristen y un hijo, Brian, que es el coordinador de juegos de pases y entrenador de mariscales de campo de los Jacksonville Jaguars. El hermano menor de Marty, Kurt, también fue entrenador en la NFL.
En 2011, a Schottenheimer le diagnosticaron la enfermedad de Alzheimer. Para cuando el diagnóstico se anunció públicamente en 2016, había progresado lentamente y aún conservaba gran parte de su memoria y función, y estaba a punto de comenzar un tratamiento experimental para ralentizar aún más la progresión de la enfermedad. En diciembre de 2018, Schottenheimer aún podía viajar e hizo un breve discurso pregrabado apoyando al entrenador en jefe de los Chiefs, Andy Reid. El 3 de febrero de 2021, su familia anunció que lo habían puesto en cuidados paliativos el sábado anterior. Falleció el 8 de febrero de 2021 en Charlotte, Carolina del Norte. Tenía 77 años.

## Registro de entrenador
| Equipo                   | Año                      | Temporada regular        | Temporada regular        | Temporada regular        | Temporada regular        | Temporada regular        | Postemporada             | Postemporada             | Postemporada             | Postemporada                                                 |
| Equipo                   | Año                      | Won                      | Lost                     | Ties                     | Win %                    | Finish                   | Won                      | Lost                     | Win %                    | Resultado                                                    |
| National Football League | National Football League | National Football League | National Football League | National Football League | National Football League | National Football League | National Football League | National Football League | National Football League | National Football League                                     |
| ------------------------ | ------------------------ | ------------------------ | ------------------------ | ------------------------ | ------------------------ | ------------------------ | ------------------------ | ------------------------ | ------------------------ | ------------------------------------------------------------ |
| CLE                      | 1984                     | 4                        | 4                        | 0                        | .500                     | 3rd in AFC Central       | -                        | -                        | -                        | -                                                            |
| CLE                      | 1985                     | 8                        | 8                        | 0                        | .500                     | 1st in AFC Central       | 0                        | 1                        | .000                     | Perdido ante los Miami Dolphins in AFC Divisional Game       |
| CLE                      | 1986                     | 12                       | 4                        | 0                        | .750                     | 1st in AFC Central       | 1                        | 1                        | .500                     | Perdido ante los Denver Broncos in AFC Championship Game     |
| CLE                      | 1987                     | 10                       | 5                        | 0                        | .667                     | 1st in AFC Central       | 1                        | 1                        | .500                     | Perdido ante los Denver Broncos in AFC Championship Game     |
| CLE                      | 1988                     | 10                       | 6                        | 0                        | .625                     | 2nd in AFC Central       | 0                        | 1                        | .000                     | Perdido ante los Houston Oilers in AFC Wild Card Game        |
| CLE Total                | CLE Total                | 44                       | 27                       | 0                        | .620                     |                          | 2                        | 4                        | .333                     |                                                              |
| KC                       | 1989                     | 8                        | 7                        | 1                        | .533                     | 2nd in AFC West          | -                        | -                        | -                        | -                                                            |
| KC                       | 1990                     | 11                       | 5                        | 0                        | .688                     | 2nd in AFC West          | 0                        | 1                        | .000                     | Perdido ante los Miami Dolphins in AFC Wild Card Game        |
| KC                       | 1991                     | 10                       | 6                        | 0                        | .625                     | 2nd in AFC West          | 1                        | 1                        | .500                     | Perdido ante los Buffalo Bills in AFC Divisional Game        |
| KC                       | 1992                     | 10                       | 6                        | 0                        | .625                     | 2nd in AFC West          | 0                        | 1                        | .000                     | Perdido ante los San Diego Chargers in AFC Wild Card Game    |
| KC                       | 1993                     | 11                       | 5                        | 0                        | .688                     | 1st in AFC West          | 2                        | 1                        | .667                     | Perdido ante los Buffalo Bills in AFC Championship Game      |
| KC                       | 1994                     | 9                        | 7                        | 0                        | .563                     | 2nd in AFC West          | 0                        | 1                        | .000                     | Perdido ante los Miami Dolphins in AFC Wild Card Game        |
| KC                       | 1995                     | 13                       | 3                        | 0                        | .813                     | 1st in AFC West          | 0                        | 1                        | .000                     | Perdido ante los Indianapolis Colts in AFC Divisional Game   |
| KC                       | 1996                     | 9                        | 7                        | 0                        | .563                     | 2nd in AFC West          | -                        | -                        | -                        | -                                                            |
| KC                       | 1997                     | 13                       | 3                        | 0                        | .813                     | 1st in AFC West          | 0                        | 1                        | .000                     | Perdido ante los Denver Broncos in AFC Divisional Game       |
| KC                       | 1998                     | 7                        | 9                        | 0                        | .438                     | 4th in AFC West          | -                        | -                        | -                        | -                                                            |
| KC Total                 | KC Total                 | 101                      | 58                       | 1                        | .635                     |                          | 3                        | 7                        | .300                     |                                                              |
| WAS                      | 2001                     | 8                        | 8                        | 0                        | .500                     | 2nd in NFC East          | -                        | -                        | -                        | -                                                            |
| WAS Total                | WAS Total                | 8                        | 8                        | 0                        | .500                     |                          | -                        | -                        | -                        |                                                              |
| SD                       | 2002                     | 8                        | 8                        | 0                        | .500                     | 3rd in AFC West          | -                        | -                        | -                        | -                                                            |
| SD                       | 2003                     | 4                        | 12                       | 0                        | .250                     | 4th in AFC West          | -                        | -                        | -                        | -                                                            |
| SD                       | 2004                     | 12                       | 4                        | 0                        | .750                     | 1st in AFC West          | 0                        | 1                        | .000                     | Perdido ante los New York Jets in AFC Wild Card Game         |
| SD                       | 2005                     | 9                        | 7                        | 0                        | .563                     | 3rd in AFC West          | -                        | -                        | -                        | -                                                            |
| SD                       | 2006                     | 14                       | 2                        | 0                        | .875                     | 1st in AFC West          | 0                        | 1                        | .000                     | Perdido ante los New England Patriots in AFC Divisional Game |
| SD Total                 | SD Total                 | 47                       | 33                       | 0                        | .588                     |                          | 0                        | 2                        | .000                     |                                                              |
| NFL Total                | NFL Total                | 200                      | 126                      | 1                        | .613                     |                          | 5                        | 13                       | .278                     |                                                              |
| United Football League   |                          |                          |                          |                          |                          |                          |                          |                          |                          |                                                              |
| VA                       | 2011                     | 4                        | 1                        | 0                        | .800                     | 1st in UFL               | 1                        | 0                        | 1.000                    | Defeated Las Vegas Locomotives in 2011 UFL Championship.     |
| VA Total                 | VA Total                 | 4                        | 1                        | 0                        | .800                     |                          | 1                        | 0                        | 1.000                    |                                                              |
| UFL Total                | UFL Total                | 4                        | 1                        | 0                        | .800                     |                          | 1                        | 0                        | 1.000                    |                                                              |

## Otras lecturas
- «Schottenheimer facing life with Alzheimer's». ESPN. 2 de octubre de 2017. (video)
- «Former NFL coach Marty Schottenheimer has Alzheimer's disease». Sports Illustrated. 28 de octubre de 2016.

- Datos: Q6777544
- Multimedia: Marty Schottenheimer / Q6777544